# 仙城会馆
仙城会馆，位于中国广东省湛江市雷州市雷城镇曲街，为湛江市雷州市的一个市级文物保护单位，类型为古建筑，公布时间为1992年12月9日。
仙城会馆的历史年代为清代。